# Fernand Roberge
 (décembre 2017).
Si vous disposez d'ouvrages ou d'articles de référence ou si vous connaissez des sites web de qualité traitant du thème abordé ici, merci de compléter l'article en donnant les références utiles à sa vérifiabilité et en les liant à la section « Notes et références ».
Fernand Roberge est un ingénieur, professeur et chercheur québécois né le 11 juin 1935 à Pontbriand. 
Il a fondé en 1978 de l'Institut de génie biomédical. Il a réalisé d'importants travaux d'intégration des sciences du génie à la médecine, particulièrement en cardiologie et en sciences neurologiques. 

## Distinctions
- 1986 - Prix Jacques-Rousseau
- 1987 - Prix Léon-Lortie
- 1995 - Membre de la Société royale du Canada
- 2000 - Career Achievement Award décerné par la Engineering in Medicine and Biology Society